# Comuna de Lelis
Lelis (polaco: Gmina Lelis) é uma gminy (comuna) na Polónia, na voivodia de Mazóvia e no condado de Ostrołęcki. A sede do condado é a cidade de Lelis.
De acordo com os censos de 2006, a comuna tem 8373 habitantes, com uma densidade 41,9 hab/km².

## Área
Estende-se por uma área de 197 km², incluindo:
- área agricola: 55%
- área florestal: 36%

## Demografia
Dados de 31 de Dezembro de 2006:
|                      | Total   | Total | Mulheres | Mulheres | Homens  | Homens |
| -------------------- | ------- | ----- | -------- | -------- | ------- | ------ |
|                      | pessoas | %     | pessoas  | %        | pessoas | %      |
| População            | 8373    | 100   | 4081     | 48,8     | 4292    | 51,2   |
| Densidade (pop./km²) | 42,5    | 100   | 20,7     | 20,7     | 21,8    | 21,8   |

De acordo com dados de 2002, o rendimento médio per capita ascendia a 1386,81 zł.

## Subdivisões
- Białobiel, Dąbrówka, Długi Kąt, Durlasy, Gąski, Gibałka, Gnaty, Kurpiewskie, Lelis, Łęg Przedmiejski, Łęg Starościński-Walery, Łęg Starościński, Łodziska, Nasiadki, Obierwia, Olszewka, Płoszyce, Siemnocha, Szafarnia, Szafarczyska, Szkwa, Szwendrowy Most.

## Comunas vizinhas
- Baranowo, Kadzidło, Miastkowo, Olszewo-Borki, Rzekuń, Zbójna